# سقنقور چشم‌ماری روپلی
اسکینک چشم‌ماری روپلی (نام علمی: Ablepharus rueppellii) نام یک گونه از زیرخانواده سقنقورهای لیگوزومینائه است. این گونه اغلب یک گونه از اسکینک‌های چشم‌ماری است که در خاورمیانه یافت می‌شود.

## پراکندگی
این گونه در مرکز و شمال اسرائیل، غرب اردن، و صحرای سینا در مصر زندگی می‌کند. این گونه همچنین در جنوب لبنان و سوریه هم بافت می‌شود.

## تهدیدات احتمالی
این گونه از گونه‌هایی است که در جنگل‌ها زندگی می‌کند و جنگل زدایی در اسرائیل نسل این گونه را در معرض خطر قرار داده است.